# Étienne Bertrand
Étienne Bertrand, né le 16 janvier 1956 à Chimay et décédé à Rièzes le 4 août 1997 est un homme politique belge wallon, membre du PRL.
Il fut licencié en Sciences économiques (Warocqué); comptable; réviseur d’entreprises; entrepreneur dans l'imprimerie familiale Structure Concorde, qui devient Imprimeries belges réunies (1992).
Grand amateur de sports et particulièrement de basket, il fut Président des "Spirous" de Charleroi

## Fonctions politiques
- Échevin de Chimay.
- Député fédéral du 9 octobre 1990 au 4 août 1997.
  - Conseiller régional wallon (1990-1995)